# Фридрих Кристиан (Бранденбург-Байройт)
Фридрих Кристиан фон Бранденбург-Байройт (на немски: Friedrich Christian von Brandenburg-Bayreuth; * 17 юли 1708 във Веферлинген; † 20 януари 1769 в Байройт) от франкския род Хоенцолерн е маркграф на княжество Бранденбург-Байройт от 1763 до 1769 г., генерал-лейтенант на датската и пруската армии, генерал-фелдцойгмайстор на имперската армия.
Фридрих Кристиан е син на маркграф Кристиан Хайнрих фон Бранденбург-Кулмбах (1661–1708) и съпругата му София Кристиана (1667–1737), дъщеря на граф Албрехт Фридрих фон Волфщайн (1644–1693). По-малък брат е на София Магдалена, омъжена 1721 г. за датския крал Кристиан VI.
Фридрих Кристиан е чичо на предшественика си Фридрих (1711–1763), който умира без мъжки наследник, и по-малък брат на маркграф Георг Фридрих Карл (1688–1735).
Фридрих Кристиан умира без мъжки наследник. Княжеството Байройт отива на фамилния клон Ансбах.

## Фамилия
Фридрих Кристиан се жени на 26 април 1732 г. в Шаумбург ан дер Лан за принцеса Виктория Шарлота фон Анхалт-Бернбург-Шаумбург-Хойм (* 25 септември 1715 в дворец Шаумбург; † 4 февруари 1772 в Шаумбург), дъщеря на княз Виктор I Амадей фон Анхалт-Бернбург-Шаумбург-Хойм (1693 – 1772) и първата му съпруга графиня Шарлота Луиза фон Изенбург-Бирщайн-Бюдинген (1680 – 1739). Те имат две дъщери:
- Кристиана София Шарлота (1733 – 1757), омъжена на 20 януари 1757 г. за херцог Ернст Фридрих III фон Саксония-Хилдбургхаузен (1727 – 1780)
- София Магдалена (1737)